# Британская гуманистическая ассоциация
Британская гуманистическая ассоциация (англ. Humanists UK) — общественная организация, которая действует на территории Великобритании и представляет интересы людей, строящих свою жизнь без опоры на религиозные верования. БГА поддерживает и развивает гуманизм как жизненную позицию и проводит общественные кампании в области гуманизма, светскости и прав человека. Организация обладает национальной сетью аккредитованных сотрудников, которые проводят гуманистические, нерелигиозные, церемонии похорон, браков, гражданского партнерства и церемоний наречения именем.
В 2014 году в состав БГА входила 31 региональная группа с общей численностью членов и сторонников около 28 000 человек. БГА является членом Международного гуманистического и этического союза и Европейской гуманистической федерации. Действующим Президентом БГА с июня 2022 года является Адам Резерфорд, генеральным директором — Эндрю Копсон. Ассоциация в настоящее время имеет 70 дочерних региональных и специальных групп по интересам и объединяет в общей сложности приблизительно 40 тысяч участников и сторонников.

## Цели
БГА ставит перед собой следующие цели:
- Развитие и продвижение гуманизма как нерелигиозной этической жизненной позиции, ключевыми элементами которой являются приверженность человеческому благополучию и опора на разум, опыт и натуралистический взгляд на мир.

- Поддержка и развитие образование в части исследования и распространения идей гуманизма, а также науки и искусств в их связи с идеями гуманизма.

- Продвижение идей равенства, борьба с дискриминацией, защита прав человека в соответствии с международными правовыми документами, принятыми в Великобритании, в тех случаях, когда это связано с религией и религиозными убеждениями.

- Развитие взаимопонимания между людьми религиозных и нерелигиозных убеждений с целью обеспечения гармоничного сотрудничества в обществе.[6]

БГA также желает позиционировать себя как стабильную и национально общепризнанную организацию, выражающую мнение нерелигиозной части общества.

## История
Британская ассоциация гуманистов была основана в 1896 году американцем Стэнтоном Койтом (англ. Stanton Coit) как Союз этических сообществ, объединивший существующие этические общества в Великобритании. В 1963 Х. Дж. Блэкхэм стал первым исполнительным директором, а в 1967 году во время президентства философа А.Дж. Айера общество стало именоваться Британской ассоциацией гуманистов.
Этому переходу предшествовали десятилетние дискуссии, которые практически вызвали слияние Союза этических обществ с Ассоциацией прессы рационалистов и Этическим обществом South Place. В 1963 обсуждения дошли почти до создания Ассоциации Гуманистов, в которой Гарольд Блэкхэм (позже ставший президентом БГА) был бы исполнительным директором. Тем не менее БГА, Ассоциация рационалистов и South Place и по сей день остаются отдельными сообществами. В 1967 только Союз этических обществ был переименован в Британскую ассоциацию гуманистов.
В 1960-х БГА активно проводила кампании по отмене законов соблюдения воскресного дня и за реформу пунктов Закона об образовании 1944 года, касающихся религии в школах. В более широком понимании деятельность БГА направлена на защиту свободы слова, искоренение нищеты и бедности в мировом масштабе и отмену привилегий, данных религиозным группам. В 1977 было заявлено, что цели и устремления БГА направлены «…чтобы сделать гуманизм доступным и значимым для миллионов людей, которые не имеют никакой альтернативной веры.»
В это время БГА также поддерживала все растущее число местных сообществ, развивающихся и сегодня как сеть объединенных местных гуманистических групп. Была также разработана Система празднования, которая проводила нерелигиозные похороны, свадьбы, церемонии наречения именем и однополые аффирмации (до появления закона, разрешающего однополые гражданские отношения). Она работает и в настоящее время, переименованная в Гуманистические Церемонии.
В программу БГА включены также и социальные проблемы. БГА была одним из соучредителем Совета Социальной Морали (теперь преобразованной в Фонд Norham), в котором принимали участие верующие и неверующие, в поиске согласованных решений, связанных с нравственным воспитанием и нравственными проблемами в обществе. БГА также принимает активное участие в решениях вопросов о добровольной эвтаназии и праве на разрешение абортов. БГА стремится к «открытому обществу».
БГА утверждает, что правила, касающиеся религиозных программ на BBC представляют собой ничто иное, как религиозные привилегии и оставляют за собой право на определённую критику для Thought for the Day в рамках сегодняшней программы Today Радио 4. В апреле 2009 года было сделано крупное достижение в этом направлении. На новую постоянную Конференцию Би-Би-Си по вопросам религии и веры был приглашен принять участие Эндрю Копсон, как представитель БГА, и первый гуманист, заменивший Центральный религиозный консультативный комитет.
В мае 2017 года организация была переименована в «Humanists UK» (Гуманисты Великобритании).

## Кампании и проекты

### Школа
БГА выступает против религиозных школ, так как «Большинство доказательств […] указывает на то, что они являются несправедливой и непопулярной частью нашей системы государственного образования, и большинство людей в Великобритании выступает за сокращение их количества»., Кроме того, они утверждают, что религиозные школы «в большинстве своем привилегированные, вызывающие разногласия и противоречия, приводящие к неосознанному расколу социальной сплоченности» и обвиняют приемные комиссии религиозных заведений «в создания популяции школ, чьи мнения очень сильно отличаются от взглядов местного населения в религиозных или социально-экономических вопросах».
В то же время, хотя БГА настроена против религиозных школ, получающих любое государственное финансирование, она тем не менее поддерживает Fair Admissions Campaign, которая имеет более ограниченную область применения, объясняя это тем «Наша цель — способствовать прекращению религиозной дискриминации и сегрегации в государственных школах; и во-вторых потому что мы знаем, насколько важной является эта конкретная тема».
Также БГА выступает за реформу духовного образования в Великобритании включая реформу уроков религии, таких как «Ценности образования и веры», включенных в национальный учебный план, который будет учитывать нерелигиозные точки зрения. Они полагают, что «у всех учеников во всех типах школы должна быть возможность рассмотреть философские и фундаментальные вопросы, и что в плюралистическом обществе мы должны познакомится с убеждениях других людей, в том числе и с гуманистическими взглядами».
Они также поддерживают волонтеров-гуманистов в Постоянном Консультативном Совете по вопросам духовного образования, который в настоящее время определяет учебный план религиозного образования для каждого местного органа власти. Вопросы образования всегда занимают большое место в кампаниях, проводимых БГА, включая усилия по отмене ежедневного богослужения в школах и реформирования религиозного образования таким образом, чтобы оно являлось объективным, справедливым и уравновешено и включало в себя изучение гуманизма в качестве альтернативной жизненной позиции.
БГА выступает против преподавания креационизма в школах. В сентябре 2011 БГА начала кампанию под лозунгом «Преподаем эволюцию, не креационизм», которая была направлена на узаконивание запрета преподавания креационизма в системе образования Великобритании. Департамент образования внес изменения в соглашение о финансировании, что позволило отказать в дотации бесплатным школам, которые преподают креационизм как установленный научный факт.

### Конституционная реформа
БГА выступает за светское государство, которое она определяет как «государство, где общественные и государственные учреждения отделены от религиозных, и которое беспристрастно относится ко всем гражданам, независимо от их религиозных или нерелигиозных убеждений». Они указывают на спорные вопросы, такие как объединение роли главы Англиканской церкви и главы государства в лице британского монарха, зарезервированные места для епископов в Палате лордов, официальный статус Англиканской церкви как государственной), и другие «дискриминации на основе религии или веры в рамках системы», таких, как в системе образования и социальных услугах.

### Этические проблемы
БГA поддерживает права людей, нуждающихся в помощи для окончания их собственных жизней, и лоббировала парламент для изменения закона, от имени Тони Никлинсона и Пола Лэмба, отстаивая их право на эвтаназию.
Проводятся постоянные кампании в поддержку сохранение законности аборта как «последнего средства», исследование эмбриональных стволовых клеток в медицинских целях, и призывают к последовательному и гуманному закону о забое животных.
БГА также проводит кампанию по брачному законодательству, требуя полного равенства для однополых и гуманистических свадебных церемоний в Англии и Уэльсе. В 2007 году БГА впервые изложила свои взгляды службе регистрации актов гражданского состояния, в 2009 году подала требуемый запрос о брачном законодательстве в Совместный комитет по Правам человека в, в 2011 проводила консультации по вопроса однополых браков и в 2013 добилась введения поправок к законопроекту по однополым бракам, чтобы позволить гуманистам совершать юридические браки.
Многие из её кампаний опираются на законодательство о свободе слова и прав человека, обращая особое внимание на Закон о правах человека 1998 года. В 2008 году был отменен Закон о богохульстве, за отмену которого давно агитировала БГА. Она призывала к объединению действующего законодательства о борьбе с дискриминацией и внесла свой вклад в Юридический Журнал по Дискриминации, который разработал Закон о Равенстве 2010.

### Информирование общественности
21 октября 2008 Британская Ассоциация Гуманистов оказала свою официальную поддержку журналистке Эриан Шерин, начавшей сбор денежных средств для первой атеистической рекламной кампании Великобритании под названием «Атеистический автобус». Кампания, направленная на сбор средств, планировала в январе 2009 разместить на 30 городских автобусах в течение 4 недель рекламы со следующим содержания «Бога вероятно нет. Прекратите волноваться и наслаждайтесь своей жизнью»
Планируя получить за 6 месяцев денежных взносов на сумму не меньше 5500£, известный атеист и ученый Ричард Докинз самолично пожертвовал 5500£, чтобы общая сумма составляла 11 000£. Кампания принесла более 153 000 £,, что позволило 6 января 2009 начать масштабную общенациональную рекламную кампанию. Вдохновленные успехом этой кампании, гуманистические и атеистические организации провели в 2009 году аналогичные кампании в других странах, включая США, Канаду, Испанию и Италию.
8 января 2009 радиостанция «Голос христианина» объявила, что они направили официальную жалобу в Advertising Standards Authority, утверждая, содержание рекламы кампании «Атеистический Автобус» нарушает принципы «обоснованность и правдивость».
Всего ASA получила 326 жалоб на кампанию с обвинениями, что такая формулировка оскорбляет чувства религиозных людей, однако, БГА не согласилась с выдвинутыми претензиями и прокомментировала ASA как правдоподобные предъявленные упрёки относительно «вероятности существования Бога». Роберт Уинстон раскритиковал кампанию как «высокомерную». ASA постановила, что лозунг не нарушает рекламный кодекс.
В 2011 БГА провела агитационную кампанию, предложив атеистам, агностикам и других неверующим сделать отметку в окошечке «нет религии» в ответ на дополнительный вопрос о религии в переписи 2011 года (не отмечать шуткой как «джедай» или религией, в которой они росли или воспитывались). БГА полагает, что вопрос был сформулирован таким способом, чтобы заставить людей в настоящее время нерелигиозных или номинально религиозных, отметить веру, в которой они воспитывались, а не их нынешнее отношение к религии. Таким образом искажение результатов покажет страну более религиозной, чем это есть на самом деле. БГА полагает, что это воображаемое преувеличение религиозной веры создает ситуацию, когда «государственная политика в вопросах религии и веры будет незаконно одобрять религиозные лобби и предвзято относиться к людям, не следующим религиозным правилам».
Компании, владеющие рекламными щитами на железнодорожных станциях, отказались разместить плакаты со слоганом «Если вы не религиозный, ради Бога скажите это», последовав совету ASA, считающих, что такая реклама «потенциально может нанести обширное и серьезное оскорбление».
Результаты переписи в Англии и Уэльсе показали, что 14.1 миллионов человек, приблизительно четверть всего населения (25 %), заявили, что они являются атеистами. Число людей, не имеющих никакой религии, за последнее десятилетие увеличилось на 6.4 миллионов. БГА говорит, что с таким «поразительным» падением к 2018 году христиане будут в меньшинстве.
Компания Resolution Revolution, созданная в 2010 году направлена на «[пересмотр] нынешних взглядов на Новый год — это зачастую прерывание отрицательных привычек — обещание сделать что-то положительное для других». Участвовать в этом могут не только гуманисты и нерелигиозные люди, это открыто для всех.
«Новый год – это время для обновления – но кроме диет и спортзалов, обновление не только лично для себя. Resolution Revolution – является инициатором гуманистических социальных действий, обращая благие намерения за границы собственных интересов. Чем больше людей, которые принимают в этом пусть даже небольшое участие, тем больше отдача. Сокращение расходов не делает общество сплоченным,  но активная деятельность сделает”.Полли Тойнби 
В 2014 БГA запустила две кампании по информированию общественности. Первая, под названием «Это — Гуманизм!», была проведена в Интернете. Были выложены 4 видеоролика с участием сторонника БГА Стивеном Фраем, где он отвечал на вопросы, затрагивающие этику, счастье, смерть и научный метод. Эти видео, широко освещенные в социальных медиа, были призваны показать нерелигиозных людей, являющиеся гуманистами и их взгляды на существование сообщества единомышленников, строящих свою жизнь, основанную на разуме и эмпатии. Вторая кампания, названная «Мысли при поездке на работу», была проведена в Лондонском метрополитене. На станциях метро была проведена демонстрация плакатов с ответами известных гуманистов Вирджинии Вульф, Джорджа Элиота, Бертрана Рассела и Э. К. Грейлинга на вопрос «Для чего все это?» Кампания планировала представить жителей пригородной зоны положительное представление о гуманизме, а также была явилась ответом на популярную программу Би-Би-Си «Мысль дня», носящую в основном религиозный характер. После объявления о своем намерении повторить эту акцию в других городах Великобритании, кампания размещает плакаты на автобусах в Бирмингеме, Манчестере и Ливерпуле в течение четырёх недель в ноябре и декабря 2014, на этот раз с ответами от Джима Аль-Халили, Джавахарлала Неру, Натали Хейнс и Рассела.

## Организация

### Президенты
- Адам Резерфорд (с 2022)
- Элис Робертс (2019-2022)
- Шаппи Хорсанди (2016—2018)
- Джим Аль-Халили (2013—2016)
- Полли Тойнби (2007—2013)
- Линда Смит (2004—2006, умерла 27 февраля 2006 года)
- Клэр Рейнер (1999—2004)
- Герман Бонди (1981—1999)
- Джеймс Хемминг (1977—1980)
- Х. Дж. Блэкхэм (1974—1977)
- Джордж Мелли (1972—1974)
- Эдмунд Лич (1970—1972)
- А.Дж. Айер (1965—1970)
- Джулиан Хаксли (1963—1965)

В апреле 2011 года было объявлено, что профессор Э. К. Грейлинг заменит Полли Тойнби на посту президента БГА в июле 2011 года. Тем не менее в июне БГА сделала заявление, что профессор Э. К. Грейлинг решил не занимать эту должность, по причине, описанной как «противоречия, порожденные деятельностью в другой области моей общественной жизни.» БГА заявил, что Полли Тойнби будет продолжать свою работу в качестве президента до тех пор, пока в этом же году не будет назначен новый преемник В декабре 2012 года было объявлено, что физик Джим Аль-Халили станет президентом в январе 2013 года. Таким образом, Полли Тойнби занимала должность президента ещё 18 месяцев.

### Штат
- Эндрю Копсон — главный исполнительный директор
- Паван Джаливал — директор по связям с общественностью и политики
- Люк Доннелан — начальник образования
- Изабель Руссо — главный церемониймейстер
- Саймон О’Донохью — глава пасторальной поддержки
- Риччи Томпсон — менеджер компании
- Эндрю Уэст — веб-менеджер[55]

### Праздники гуманистов
Гуманистические эквиваленты религиозных торжеств проводятся гуманистами-распорядителями, обученными и аккредитованными Британской Ассоциацией Гуманистов в Англии, Уэльсе и Северной Ирландии, в то время как гуманистическое общество Шотландии выполняет подобные церемонии в Шотландии.
Нерелигиозные похороны являются законными в Великобритании; более чем 8000 похорон осуществляются гуманистами каждый год в Англии и Уэльсе. Также аккредитованные представители БГА проводят от 600 до 900 свадеб каждый год, и не менее 500 детских церемоний наречения именем.
В Англии, Уэльсе и Северной Ирландии свадьба или церемония партнерства, проведённая гуманистами, должна быть дополнена свидетельством регистрации гражданского брака или партнерства через ЗАГС, для юридического признания, но могут возглавляться аккредитированными праздничными представителями-гуманистами.

### Молодые гуманисты
Молодые гуманисты — молодежное крыло БГА, новое направление, которое было запущено в начале 2015 года во многих городах по всей Великобритании.

### Покровители
Многие известные люди из мира науки, философии, искусств, политики и шоу-бизнеса открыто поддерживают Британскую ассоциацию гуманистов, в их числе профессор Элис Робертс, Тим Минчин, Стивен Фрай, Мэтти Хилл, Сэнди Токсвиг и Филип Пулман.

### Принадлежность
БГА является членом таких организаций, как Международный Гуманистический и Этический Союз, Международная Гуманистическая и Этическая Молодежная Организация и Европейская Федерация Гуманистов.
В сентябре 2008 года было объявлено о том, что БГА, наряду с религиозными организациями, профсоюзами учителей и другими группами по защите прав человека, будет в числе членов-учредителей коалиции Accord.
Официальной частью БГА является Национальная Федерация Атеистов, Гуманистов и Светских Студенческих Обществ; это — студенческая часть организации и наряду с Молодыми Гуманистами представляет БГА в Международной Гуманистической и Этической Молодежной Организации.
БГА имеет справочник гуманистических групп по всей Великобритании, поддерживает местное проведение кампании и агитаций, благотворительную деятельность, общение и обмен идеями на местном уровне, а также предоставляет ресурсы для содействия созданию и запуску локальных групп. Некоторые из этих групп официально сотрудничают с БГA, который дает им право на расширение штата и рекламную поддержку, и являются их филиалами. По состоянию на 2015 количество групп партнерских групп достигает 47, и имеет 15 филиалов.
БГА также спонсировал философские дебаты на Фестивале HowTheLightGetsIn.

## Критика
Брайан Эпплъярд подверг критике БГА и Национальное Светское Общество за их утверждения, что присяга бойскаутов в Верности является религиозной дискриминацей. Подобное мнение было высказано Деборой Орр. Терри Сандерсон, президент Национального Светского Общества утверждает, что присяга должна быть изменена, так как дети, которые считают себя атеистами, фактически лишены возможности, не скрывая своих взглядов, быть участниками скаутского движения. Изменение правил клятвы позволит нерелигиозной молодежи участвовать в скаутском движении, без необходимости ущемления их прав человека.